# .pe
 ‎.pe‏ دامنه اینترنتی اختصاص داده شده به کشور پرو است. 